# لويس سميث (مديرة الدعاية)
لويس سميث (بالإنجليزية: Lois Smith)‏ هي مديرة الدعاية أمريكية، ولدت في 1928، وتوفيت في 2012.